# قطمران إنرجي أوبسيرفر
]]

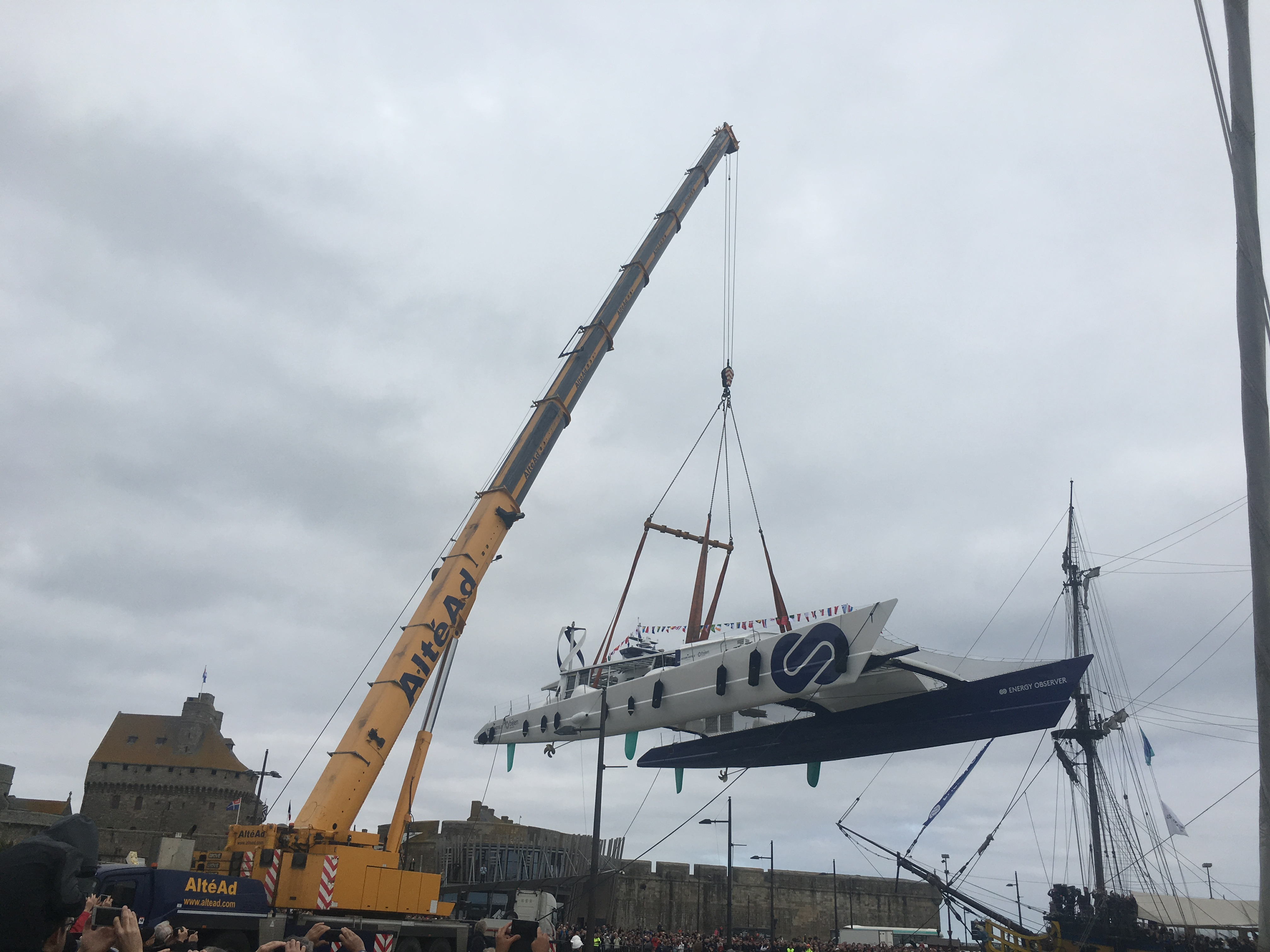
Energy Observer lifted during its launch in سان مالو, France.

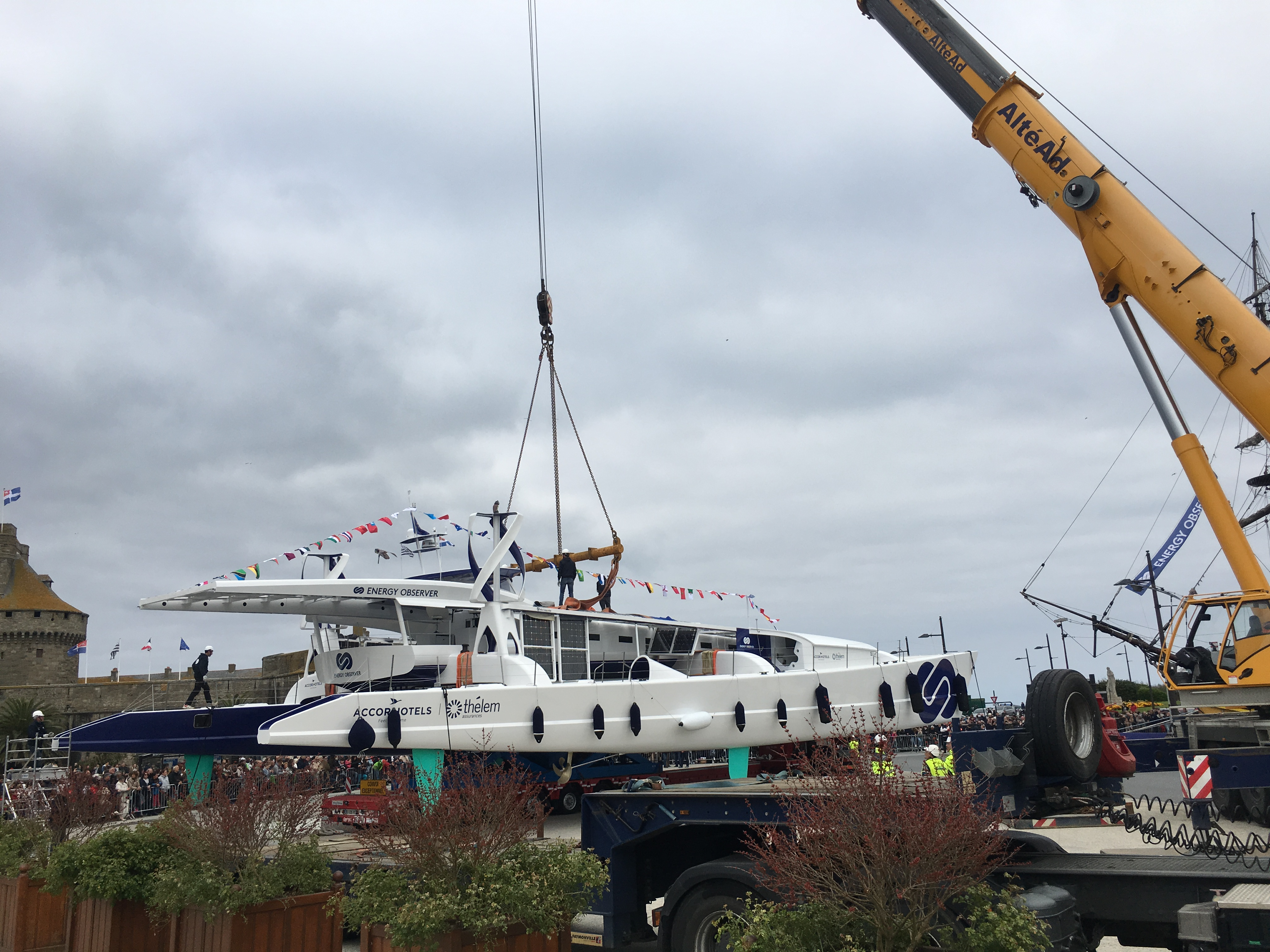
Energy Observer a few minutes before its launch in Saint-Malo, France.

قطمران إنرجي أوبسيرفر Energy Observer
هو مركب مزدوج عبارة عن قاربين في جسم واحد، يعمل بطاقة غاز الهيدروجين ويجهز منذ أبريل 2017 لينطلق إلى البحر في شتاء عام 2017. 
يقوم الفرنسيان فيكتورين أروساد، و «جيروم ديلافوس» بإعادة تصميمه وتطويره بالعمل المشترك مع المصنع الفرنسي 
Laboratoire d'innovation pour les technologies des énergies nouvelles et les nanomatériaux ليكون مثالا لمركب تسير بالطاقة المتجددة. سيدرس القمطران كفاءة استخدام نوعين من الطاقة المتجددة، أحدهما وقود الهيدروجين لإنتاج طاقة كهربائية تسيّر محركين كهربائيين، والطاقة الشمسية. سيقوم المخترعان الفرنسيان بقيادة القمطران إنرجي أوبسيرفر في محيطات العالم لمدة 6 سنوات يزورون فيها 50 دولة. وسيستغلان تلك الفترة الطويلة في تحسين أداء [[أجهزة الطاقة المتجددة وفي نفس الوقت الدعاية لهذا النوع من استغلال الطاقة المتجددة وعدم الاعتماد على وقود تقليدي مثل النفط أو الفحم.
بدأ المخترعان الفرنسيان بأخذ قارب قديم «قمطران سباق» كان قد بني في عام 1983 واستطاعا تحويله مع طاقم من المهندسين والتقنيين إلى قمطران يعمل بعدة أنواع من الطاقة المتجدة. فهو يحوي الآن محركين كهربائيين وخلايا وقود تعمل بغاز الهيدروجين. ستقوم [[لوح ضوئي|ألواح ضوئية تغمر مساحة كبيرة من سطح المركب و توربينان رياح بتوليد الكهرباء للمحركين. وسيكتسب القمطران غاز الهيدروجين عن طريق تحليل ماء البحر، حيث موجود عليه جهاز لتحلية ماء البحر. بهذا يستطيع القمطران إنرجي أوبسيرفر السير في البحر بسرعة بين 15 إلى 19 كيلومتر في الساعة.
والعبرة من هذا القمطران ليست السرعة، وأنما الغرض هو الاعتمادالطلي على طاقة متجددة. ويرغب المخترعان الفرنسيان بما أنفقوه من نحو 5 مليون يورو أن يبينوا للعالم أمكانية الاعتماد على الطاقة المستدامة. سوف تقوم بعض الوسائط الإعلامية يوميا بإخطار الجماهير بسير تلك التجربة الفريدة باللغتين الفرنسية والإنجليزية. 

## الأجهزة على إنرجي أوبسيرفر
- طول القمطران إنرجي أوبسيرفر 5و30 متر
- العرض 8و12 متر
- وزنه: 30 طن
- لبسرعة بين 15 إلى 19 كيلومتر في الساعة
- قدرة المحركين الكهربائيين 80 كيلوواط
- سيقوم الحاسوب على القمطران بقياس شدة الرياح والأمواج والتيارات المائية متواصلا. وتقوم برمجة حاسوبية باختيار أنسب مسار للقمطران في البحار مع تناسبها مع إنتاج الطاقة والحالة الجوية ومخزون وقود الهيدروجين ومسافات السفر.
- يقوم التوربينان الهوائيان المنصوبان عل على سطح القمطران بتوليد طاقة كهربية تقدر بـ 1 كيلوواط لكل منهما.
- توجد على القطمران نظام لترشيح مياه البحر ثم ترسله إلى جهاز تحلية الماء.
- الألواح الشمسية تغطي سطح القمطران بمساحة 130 متر مربع، وتقوم بتحويل الطاقة الشمسية إلى طاقة كهربائية.
- توجد على القمطران طلمبات تضغط الهيروجين بضغط عالي ذات جدران سميكة لتخزين الهيدروجين المكتسب من تحليل مياه البحر.
- على القمطران 8 أوعية سميكة الجدران لتخزين الهيدروجين المكتسب من التحليل الكهربي.
- يقوم جاز التحليل الكهربي بتحليل الماء وشطره إلى هيدروجين وأكسجين، يسرب الأكسجين إلى الهواء ويخزن الهيدروجين، وعند الاحتياج يستخدم ثانيا في أنتاج الطاقة الكهربائية.
- ينتج تياركهربائي في خلايا وقود بمساعدة الهواء. بهذا تزداد مسافة السفر التي تقطعها البطاريات، كما تزود التيار الكهربائي لأاجهزة التكييف على القمطران.
- بطاريات ذات جهد 400 فولط، وهي من نوع بطارية ليثيوم-أيون وهي تستخدم لتخزين الكهرباء. وهي تعطي تيارا كهربائيا عندما يحتاج جهاز تحلية المياه للتيار، وكذلك عن احتياج الطلمبة الضاغطة للهيدروجين للعمل.
- المحركان الكهربائيان ذوي كفاءة عالية يقومان بتسيير القمطران. ويمكنمهما التحول من محركان لتسيير السفينة إلى إنتاج الكهرباء لتحليل الماء وإنتاج الهيدروجين. وهذا عندما تعمل مظلة على دفع القمطران.
- عندما تكون الرياح مناسبة تحلق مظلة مربوطة بحبل سميك في وتقوم بدفع السفينة. مساحة المظلة 50 متر مربع. بهذا تساعد في زيادة سرعة القطمران وتخفض في نفس الوقت من استهلاك وقود الهيدروجين.

القمطران إنرجي أوبسيرفر يوفر جميع ما يحتاجة من طاقة ذاتيا، ويكتسبها من الطاقة المستدامة.
من طاقة